# کوسج خلیل
کوسج خلیل، روستایی از توابع بخش جوکار شهرستان ملایر در استان همدان ایران است. 

## نام
کوسج در فارسی به معنای مردی است که ریش ندارد یا ریش کمی دارد.

## جمعیت
این روستا در دهستان المهدی قرار دارد و براساس سرشماری مرکز آمار ایران در سال ۱۳۹۵، جمعیت آن ۱۹۲ نفر (۶۳خانوار) بوده‌است.